# Maurycy Szymel
Maurycy Szymel (Mosze Schimel), pseud. „Jerzy Sorkin” (ur. 18 grudnia 1903 lub 1904 we Lwowie, zm. 1942 w obozie janowskim we Lwowie) – poeta i publicysta żydowski, piszący w języku jidysz i po polsku, związany z gazetą „Chwila”.

## Życie
Ukończył lwowskie męskie gimnazjum żydowskie. Debiutował w 1925 roku w wychodzącej we Lwowie gazecie żydowskiej „Chwila” (ukazywała się ona w języku polskim, a publikowało w niej swoje wiersze wielu poetów żydowskich, m.in. Juliusz Wit, Karol Dresdner, Anda Eker, Stefan Pomer, Artur Lauterbach, Daniel Ihr oraz Roman Brandstaetter).
W drugiej połowie 1930 r. przeprowadził się do Warszawy, gdzie rozpoczął studia na Wydziale Polonistyki Uniwersytetu Warszawskiego. Żył w biedzie, utrzymując się z pisania wierszy i publikacji krótkich tekstów na łamach krakowskiego „Nowego Dziennika” oraz czasopism warszawskich: „Nasz Przegląd”, „Opinia”, „Lektura”, „Ster”, „Głos Literacki”, „Gazeta Warszawska”.
Po wybuchu II wojny światowej wyjechał do Lwowa, gdzie swoje wiersze publikował w gazetach wydawanych przez Rosjan. Po wkroczeniu wojsk niemieckich pracował w biurze Judenratu. Zginął w obozie janowskim w 1942 r.

## Twórczość
Do 1939 r. Maurycy Szymel wydał trzy tomiki wierszy po polsku: Powrót do domu (1931), Skrzypce przedmieścia (1932) oraz Wieczór liryczny (1935) oraz jeden w jidysz: Mir iz umetik (jid. ‏מיר איז אומעטיק‎, 1936). W wierszach nawiązywał do historii, tematów biblijnych, wspomnień rodzinnych, życia w dzielnicy żydowskiej, relacji polsko-żydowskich, a także erotyki. Po 1936 r. zajął się tłumaczeniem tekstów z polskiego na jidysz, stał się poetą dwujęzycznym. Publikował w „Hajnt”, „Globusie” i „Szriftn”. Po roku 1938, przejęty nasilającym się nazizmem, zaczął często poruszać ten temat w swoich utworach.